# Biarritz
|  | Per la localitat de l'Uruguai, vegeu Biarritz (Uruguai) |

Biàrritz (en basc Biarritz o Miarritze, en occità Biàrritz i en francès i oficialment Biarritz) és un municipi situat al territori històric de Lapurdi al departament dels Pirineus Atlàntics i a la regió de la Nova Aquitània. L'any 1999 tenia 30.055 habitants. Limita al nord amb Anglet; al sud-est amb Arbona i Arrangoitze al sud amb Bidarte i a l'oest amb el mar Cantàbric.

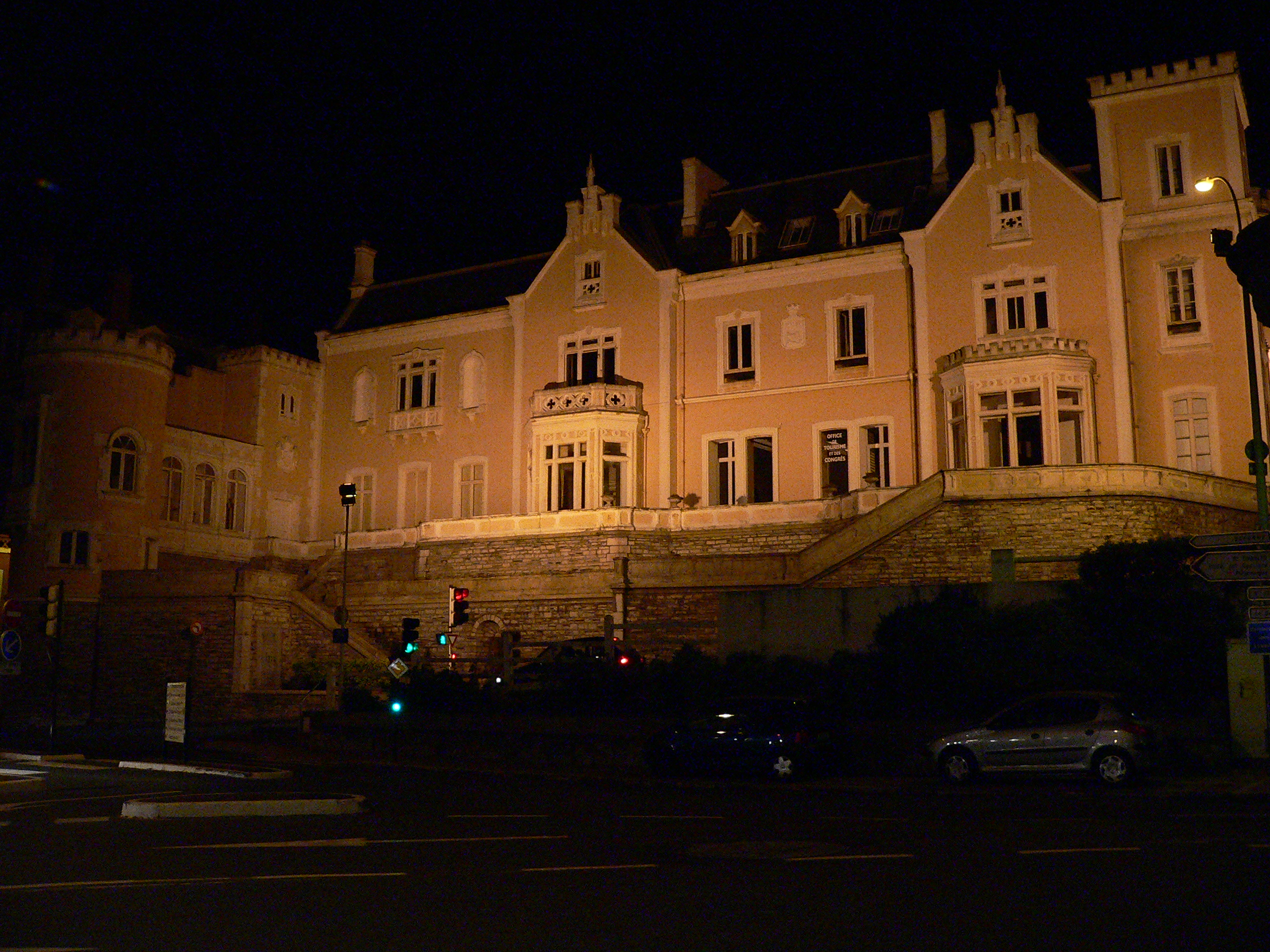
Oficina de Turisme, Biarritz

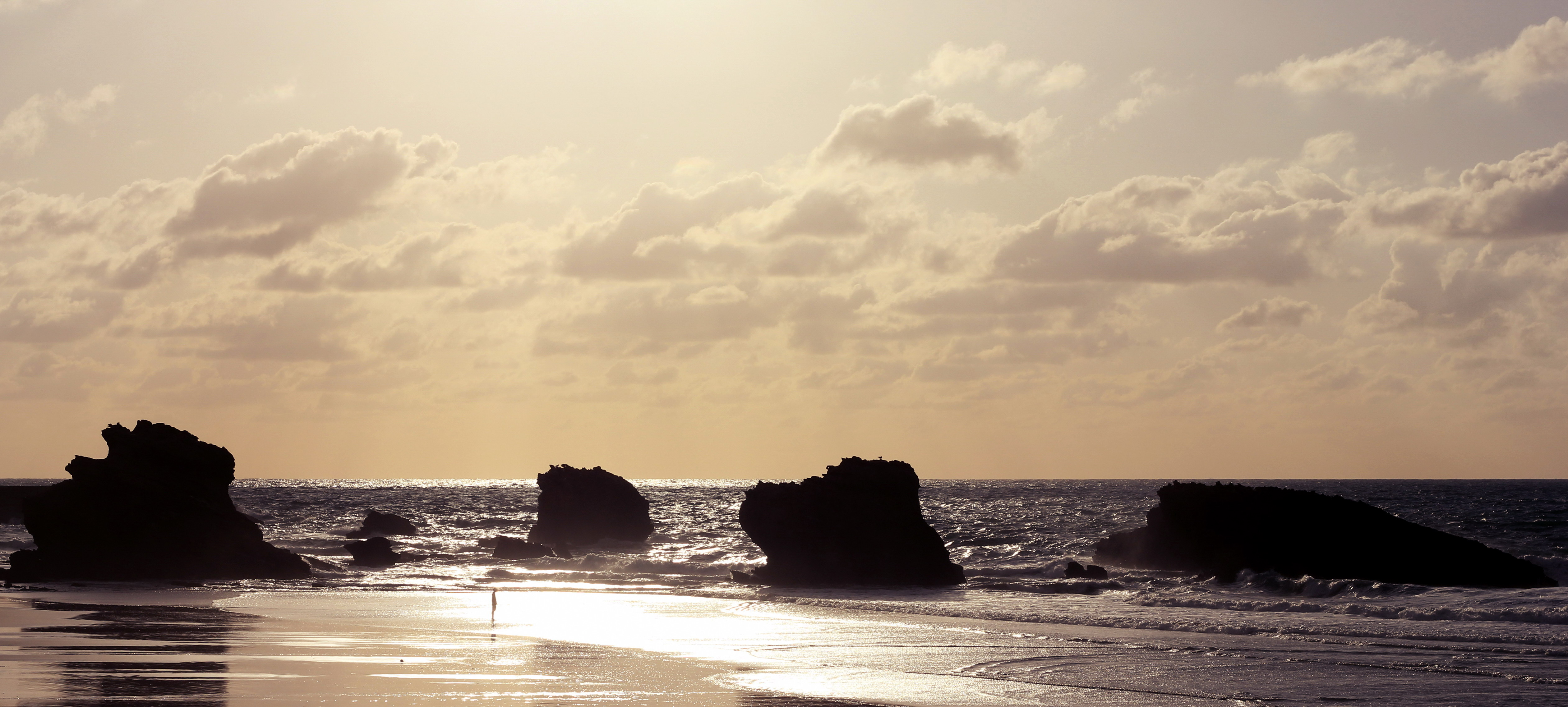
Esculls de Biarritz

## Curiositats
Biàrritz és una ciutat reivindicada com a part d'Occitània (Gascunya) i alhora del País Basc Nord, situada al sud-oest de França. Està banyada pel golf de Biscaia. Es troba al departament dels Pirineus Atlàntics (64) a la regió d'Aquitània. És a prop de Baiona i Anglet, i a 18 quilòmetres de la frontera amb Espanya.
El casino de Biàrritz (obert des del 10 d'agost de 1901) i les seves platges fan de la ciutat un centre turístic. El surf troba a Biarritz un dels punts més importants per a la seva pràctica. Biarritz viu de cara al mar. Va ser en els seus orígens un poble balener.
Durant el segle xviii els doctors recomanaven els banys de mar a Biàrritz per les seves propietats terapèutiques. Biarritz va arribar a la fama el 1854, any en què l'emperadriu Eugènia (esposa de Napoleó III) va fer construir un Palau a la platja (avui dia conegut com a Hotel du Palais).
La família reial britànica va passar temporades a Biarritz.

## Llengües
La llengua tradicional de la conurbació formada per Biàrritz, Baiona i Anglet (que formen la comarca del Baix Ador) és l'occità (gascó), segons les enquestes filològiques dels segles xix i xx (veg. en particular l'Atlas linguistique de la Gascogne), però hi ha una forta presència del basc deguda a una immigració rural recent del rerepaís bascòfon. En tot cas la llengua dominant és el francès des del segle xx. Els moviments culturals locals reivindiquen l'occità i el basc i han obtingut una retolació trilingüe en francès, en basc i en occità.

## Evolució demogràfica
| Evolució de la població |       |       |       |       |       |       |       |       |
| 1793                    | 1800  | 1806  | 1821  | 1831  | 1836  | 1841  | 1846  | 1851  |
| 929                     | 1 171 | 1 188 | 1 082 | 1 495 | 1 705 | 1 892 | 1 993 | 2 048 |

| 1856  | 1861  | 1866  | 1872  | 1876  | 1881  | 1886  | 1891  | 1896   |
| ----- | ----- | ----- | ----- | ----- | ----- | ----- | ----- | ------ |
| 2 110 | 2 771 | 3 652 | 4 659 | 5 507 | 8 527 | 8 444 | 9 177 | 11 869 |

| 1901   | 1906   | 1911   | 1921   | 1926   | 1931   | 1936   | 1946   | 1954   |
| ------ | ------ | ------ | ------ | ------ | ------ | ------ | ------ | ------ |
| 12 812 | 15 093 | 18 260 | 18 353 | 20 776 | 22 955 | 20 691 | 22 022 | 22 922 |

| 1962   | 1968   | 1975   | 1982   | 1990   | 1999   | 2006 | 2011 | 2016 |
| ------ | ------ | ------ | ------ | ------ | ------ | ---- | ---- | ---- |
| 25 231 | 26 750 | 27 595 | 26 598 | 28 742 | 30 055 | -    | -    | -    |

| 2019 | - | - | - | - | - | - | - | - |
| ---- | - | - | - | - | - | - | - | - |
| -    | - | - | - | - | - | - | - | - |

## Administració
| Període   | Identitat           | Partit             |
| --------- | ------------------- | ------------------ |
| 1895-1904 | Félix Moureu        |                    |
| 1904-1919 | Pierre Forsans      |                    |
| 1919-1929 | Joseph Petit        |                    |
| 1929-1941 | Ferdinand Hirigoyen |                    |
| 1941-1944 | Henri Cazalis       |                    |
| 1945-1977 | Guy Petit           |                    |
| 1977-1991 | Bernard Marie       | RPR-UDF            |
| 1991-     | Didier Borotra      | UDF, després MoDem |

## Fills il·lustres
- André Navarra (1911-1988) violoncel·lista i pedagog.

## Agermanaments
- Cascais
- Ixelles
- Jerez de la Frontera
- Augusta (Geòrgia)